# Держгіртехнагляд
Держгіртехна́гляд, Державний Комітет з нагляду за безпечним веденням робіт у промисловості і з гірничого нагляду, (рос. Госгортехнадзор; государственный комитет по надзору за безопасным ведением работ и по горному надзору, англ. State mine technical inspection, State mine supervision; нім. staatliches Komitee für Sicherheitsüberwachung f in der Bergindustrie) — державна установа, яка здійснює державний нагляд за дотриманням правил, норм та інструкцій безпечного проведення робіт у вугільній, гірничорудній, гірничохімічній, нерудній, нафто- і газовидобувній, хімічній, металургійній, нафтохімічній, нафто- і газопереробній промисловості, в геолого-розвідувальних організаціях, при веденні вибухових робіт, а також відповідних правил і норм при встановленні та експлуатації піднімальних споруд, котельних устав і посудин, що працюють під тиском, трубопроводів для пари і гарячої води, об'єктів, пов'язаних з видобуванням, транспортуванням, збереженням і використанням природного газу.